# Jack Billion
John Joseph (Jack) Billion (Sioux Falls, 4 maart 1939 – aldaar, 25 februari 2023) was een Amerikaanse arts en politicus, die in 2006 door de Democratische Partij werd voorgedragen als kandidaat-gouverneur van South Dakota. Van 1993 tot 1997 maakte hij deel uit van het Huis van Afgevaardigden van South Dakota voor het dertiende district.

## Biografie
John Joseph Billion werd op 4 maart 1939 geboren in Sioux Falls. Hij was de tweede zoon in het negen kinderen tellende gezin van Henry Billion en Evelyn Heinz. Zijn vader was een welgestelde autohandelaar en een ondernemer in wat algemeen bekend staat als het "noordeinde" van Sioux Falls. Billion ging naar de lagere en middelbare school in Sioux Falls. Hij behaalde zijn Bachelor of Arts aan het Loras College in Dubuque en werd in augustus 1960 toegelaten tot de Loyola-universiteit Chicago. Hij behaalde daar zijn doctoraat in de geneeskunde in 1964 en doorliep zijn stage- en beroepsopleiding in St. Francis Hospital in Peoria (Illinois).
Na het voltooien van zijn orthopedische specialisatie in 1969, diende Billion twee jaar als majoor bij de Amerikaanse luchtmacht. In 1971 keerde hij terug naar Sioux Falls en startte er zijn praktijk als orthopedisch chirurg. Billion was actief in de medische gemeenschappen van Sioux Falls en South Dakota. Van 1971 tot eind 1997 bleef hij aldaar werkzaam als beëdigd gecertificeerd orthopedisch chirurgisch specialist.

### Politieke carrière
In 1992 werd Billion, samen met een collega van de Democratische Partij, Linda Barker, verkozen tot een van de twee vertegenwoordigers in het Huis van Afgevaardigden van de staat South Dakota voor het dertiende wetgevend district, waarvan Sioux Falls deel uitmaakt. In 1994 werd hij opnieuw verkozen. Maar in 1996 weigerde hij om een derde termijn voor het Huis van Afgevaardigden te ambiëren, in de plaats daarvan koos hij voor de kandidaatstelling namens het dertiende district voor de Senaat in South Dakota. 
Echter, met een overschot van 876 stemmen moest hij toen de Republikein Kermit Staggers laten voorgaan. In 2006 keerde Billion terug naar de politiek en aanvaardde hij de Democratische kandidatuur voor het Gouverneurschap van South Dakota, ofschoon hij zich bewust was van de overweldigende steun voor de uittredende Republikeinse gouverneur Mike Rounds. Als running mate koos hij Eric Abrahamson, een historicus uit Rapid City, maar zoals bij voorbaat verwacht, werd hij bij de verkiezingen verslagen.

### Privéleven
Billion was van Vlaamse afkomst. Zijn grootvader Alfons werd in 1881 geboren in Langdorp en emigreerde in 1910 naar Sioux Falls in de USA.

Jack Billion trouwde tweemaal en kreeg uit zijn eerste huwelijk vijf kinderen, en uit zijn tweede huwelijk twee kinderen. Na een kort ziekbed overleed hij op 83-jarige leeftijd.